# Lojalnie trwajmy przy Jehowie!
Lojalnie trwajmy przy Jehowie! – ogólnoświatowa seria kongresów (dużych spotkań religijnych) zorganizowanych przez Świadków Jehowy, które rozpoczęły się w maju 2016 roku, a zakończyły w styczniu 2017 roku. W trakcie serii spotkań (zgromadzeń) odbyło się 7 kongresów specjalnych o zasięgu międzynarodowym w 7 krajach świata oraz mniejsze, kongresy regionalne w przeszło 190 krajach.

## Cel kongresu

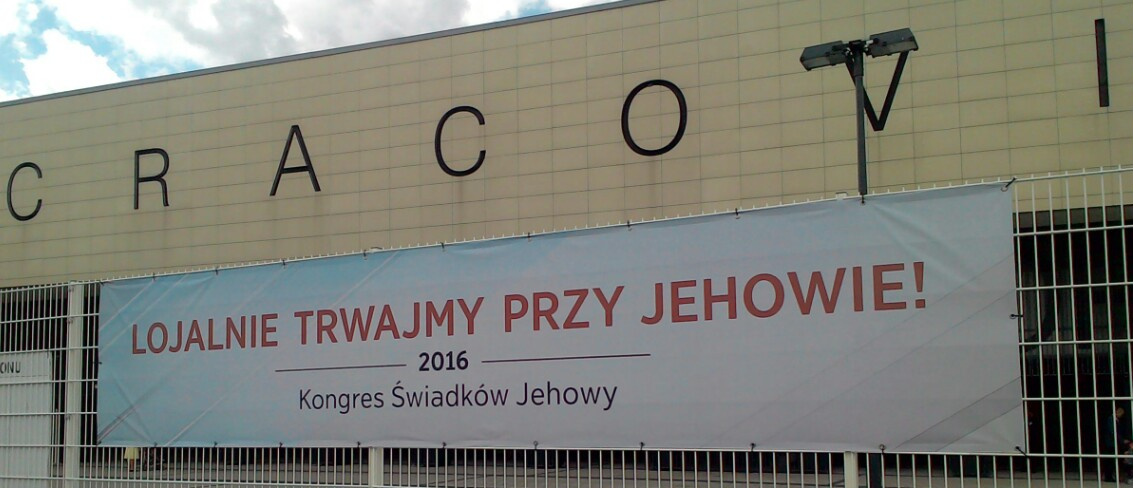
Hasło kongresu (Stadion Cracovii, Kraków)

„Kongres miał na celu przypomnieć, że siła potrzebna do okazywania lojalności wynika z mocnej, osobistej więzi z Jehową. Niezbędnym warunkiem nawiązania takiej więzi są głębokie modlitwy i wnikliwe studium osobiste, które dodają siły do pokonywania nawet największych trudności. W miarę zbliżania się końca świata Szatana można się spodziewać, że lojalność wobec Boga i Jego Królestwa będzie wystawiana na coraz większą próbę.(...) Może to mieć związek z neutralną postawą, która będzie coraz bardziej widoczna. Dlatego trzeba umacniać swoją lojalność już teraz, żeby dochować jej podczas wielkiego ucisku”. Według organizatorów, Ciała Kierowniczego Świadków Jehowy, „lojalność jest istotną częścią każdej zdrowej relacji, a program kongresu miał pomóc zacieśnić więzy z przyjaciółmi, krewnymi, a przede wszystkim z Bogiem”.

## Kongresy specjalne
- Chile
  - W dniach od 9 do 11 grudnia 2016 roku w Santiago odbył się kongres specjalny z udziałem zagranicznych delegatów z Argentyny, Paragwaju, Urugwaju i Stanów Zjednoczonych. Program został przedstawiony w j. angielskim i hiszpańskim[4].
- Finlandia
  - W dniach od 24 do 26 czerwca 2016 roku w Helsinkach zorganizowano kongres specjalny z udziałem zagranicznych delegatów z Białorusi, Łotwy, Rosji, Stanów Zjednoczonych i Ukrainy. Program został przedstawiony w j. angielskim, fińskim, rosyjskim i szwedzkim[5].
- Francja
  - W dniach od 29 do 31 lipca 2016 roku w Paryżu odbył się kongres specjalny z udziałem delegatów z Chorwacji, Francji, Malty, Polski, Stanów Zjednoczonych i Wielkiej Brytanii. Program kongresu był tłumaczony na język angielski, francuski, chorwacki i polski[6].
- Holandia
  - W dniach od 5 do 7 sierpnia 2016 roku odbył się kongres specjalny w Utrechcie, z udziałem zagranicznych delegatów z Belgii, Danii, Islandii, Luksemburga, Niemiec, Norwegii, Stanów Zjednoczonych, Szwajcarii i Szwecji. Program został przedstawiony w j. angielskim, niderlandzkim i niemieckim[7].
- Kenia
  - W dniach od 2 do 4 grudnia 2016 roku w Nairobi odbył się kongres specjalny z udziałem zagranicznych delegatów m.in. z Demokratycznej Republiki Konga, Etiopii, Tanzanii, Ugandy i Stanów Zjednoczonych. Program został przedstawiony w j. angielskim i suahili[8].
- Portoryko
  - W dniach od 26 do 28 sierpnia 2016 roku w San Juan odbył się kongres specjalny z udziałem delegatów z Brazylii, Kuby, Gujany, Portoryko i ze Stanów Zjednoczonych. Program został przedstawiony w j. angielskim, hiszpańskim i portugalskim[9][10].
- Tajwan
  - W dniach od 11 do 13 listopada 2016 roku w Kaohsiung odbył się kongres specjalny z udziałem delegatów z Hongkongu, Japonii, Tajlandii, Tajwanu i Stanów Zjednoczonych. Program był przedstawiony w języku angielskim, ami, chińskim (mandaryńskim), japońskim, minnańskim (Tajwan) i tajwańskim migowym[11].

## Pozostałe kongresy

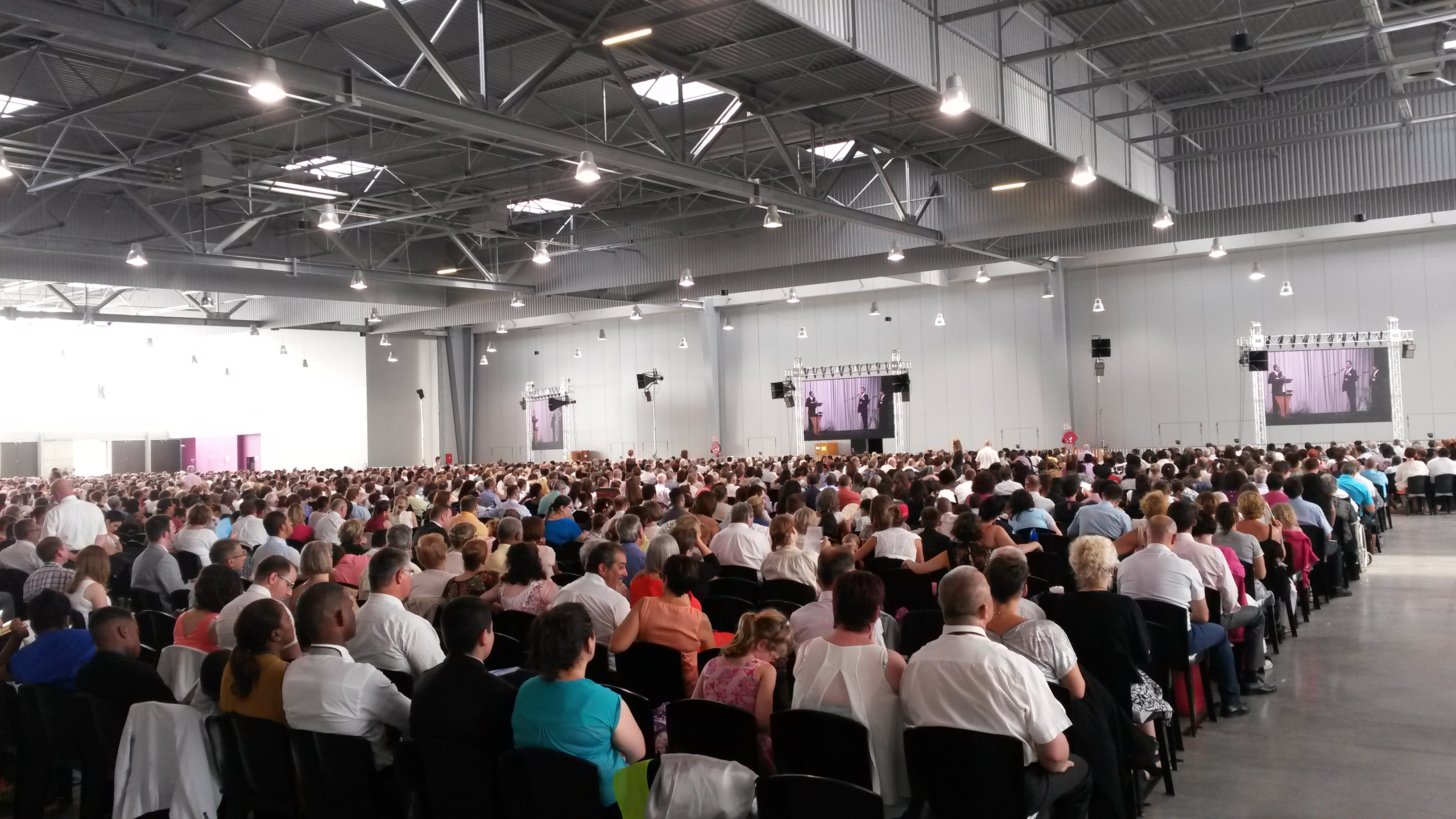
Kongres regionalny pod hasłem „Lojalnie trwajmy przy Jehowie!” w Châlons-en-Champagne (Francja)

Pozostałe kongresy regionalne, na które przybyło prawie 13 milionów osób, zorganizowano w ponad 190 krajach.
W Niemczech zorganizowano kongres regionalny w języku arabskim, na którym obecnych było ponad 1600 osób z 43 krajów (w tym 25% osób niebędących Świadkami Jehowy). 28 sierpnia 2016 roku na kongresie w Demokratycznej Republice Konga ogłoszono wydanie Pisma Świętego w Przekładzie Nowego Świata w języku tetela. 9 października 2016 roku na kongresie w Etiopii ogłoszono wydanie Pisma Świętego w Przekładzie Nowego Świata w języku tigrinia oraz Chrześcijańskich Pism Greckich (Nowy Testament) w Przekładzie Nowego Świata w języku oromo. 30 grudnia 2016 roku na kongresie w Republice Środkowoafrykańskiej ogłoszono wydanie Pisma Świętego w Przekładzie Nowego Świata w języku sango. 13 stycznia 2017 roku na kongresie w Mjanmie ogłoszono wydanie Pisma Świętego w Przekładzie Nowego Świata w języku birmańskim. 14 stycznia 2017 roku na kongresie na Tonga ogłoszono wydanie Pisma Świętego w Przekładzie Nowego Świata w języku tonga.
Oprócz Polski kongresy w j. polskim odbyły się również w kilku innych krajach (m.in. w Irlandii, Niemczech (w Velten, Monachium oraz w Gelsenkirchen (2 tury)), w Norwegii (Oslo, 8–10 lipca, 911 polskojęzycznych obecnych ze Skandynawii, 9 zostało ochrzczonych), w Stanach Zjednoczonych i w Wielkiej Brytanii).

### Polska

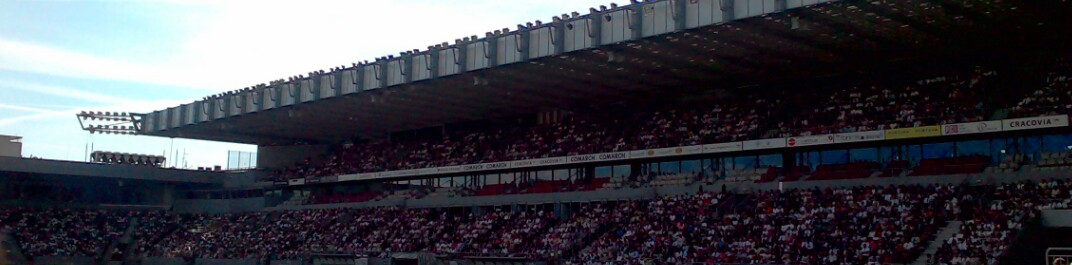
Kongres regionalny pod hasłem „Lojalnie trwajmy przy Jehowie!” na Stadionie Cracovii w Krakowie

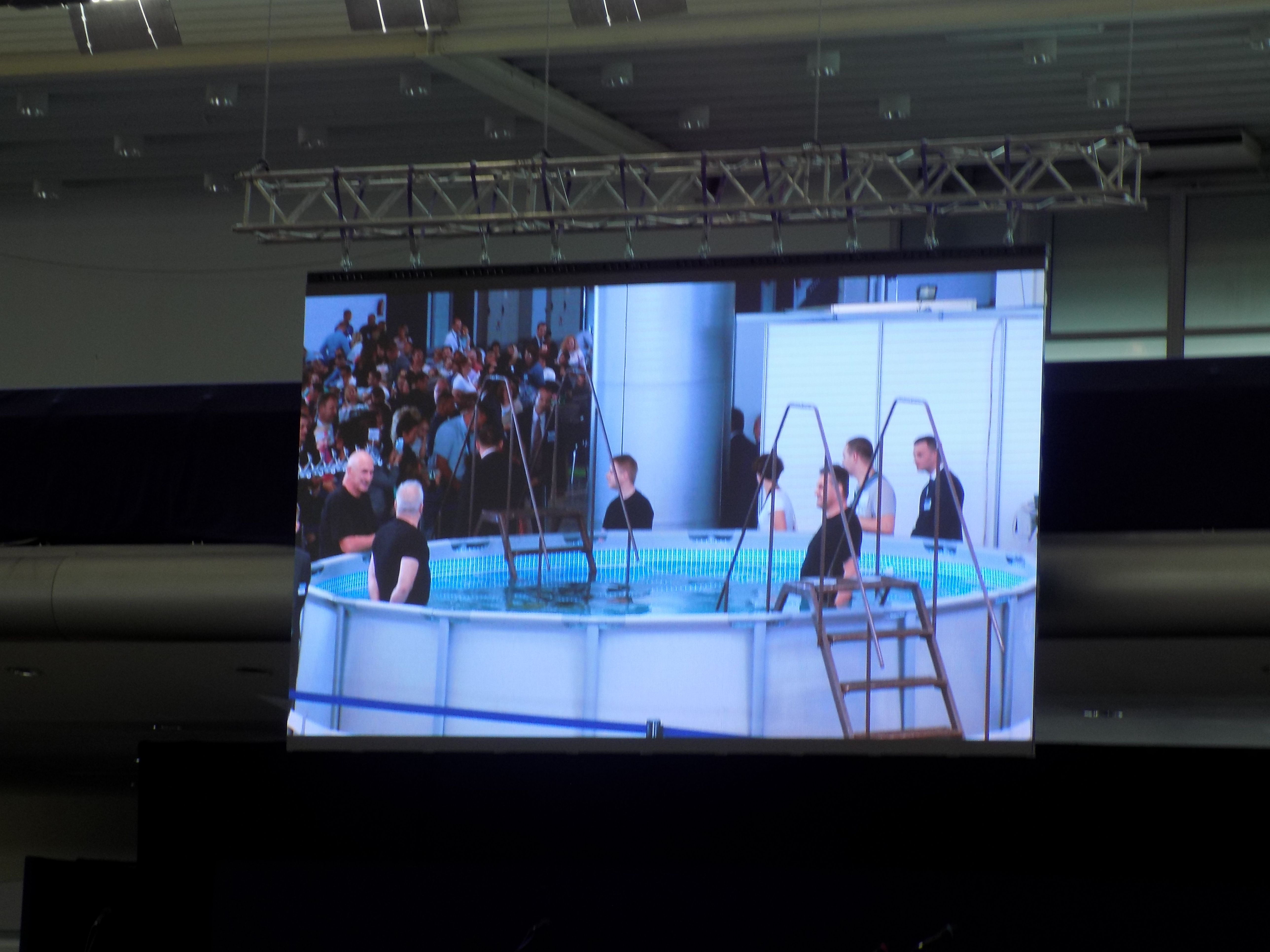
Transmisja chrztu na kongresie regionalnym w Poznaniu

W Polsce zorganizowano 32 kongresy w 25 miastach w 4 językach: polskim, angielskim, rosyjskim i polskim migowym.
- Białystok (Stadion Miejski; 8–10 lipca)[19]
- Bielsko-Biała (Hala pod Dębowcem; 1–3 lipca)[20]
- Bydgoszcz (Hala sportowo-widowiskowa Łuczniczka; 5–7 sierpnia)[21]
- Częstochowa (Hala Sportowa Częstochowa)
- Gdynia (Gdynia Arena; 1–3 lipca)[22]
- Gorzów Wielkopolski (Stadion im. Edwarda Jancarza)[23]
- Kalisz (Arena Kalisz; 24–26 czerwca)[24]
- Katowice (Spodek; 22–24 lipca)[25][26] (ponad 8 tys. obecnych)[27]
- Kędzierzyn-Koźle (Hala Widowiskowo-Sportowa Azoty; 24–26 czerwca)[28][29]
- Koszalin (Hala Widowiskowo-Sportowa)
- Kraków (Stadion Cracovii; 8–10 lipca)[30]
- Lublin (Arena Lublin; 15–17 lipca)[31]
- Lubin (hala RCS; 15–17 lipca)[32] Ponad 3,5 tysiąca obecnych, ochrzczono 26 osób[33].
- Łódź (Atlas Arena; 15–17 lipca)[34] Prawie 7,5 tysiąca obecnych, ochrzczono 36 osób[35].
- Ostróda (Arena Ostróda; 29–31 lipca)[36]
- Płock (Orlen Arena; 8–10 lipca)[37]
- Poznań (MTP; 15–17 lipca)[38]. Ponad 5 tysięcy obecnych, ochrzczono 33 osoby[39].
- Radom (Stadion Miejski; 5–7 sierpnia)[40]
- Rzeszów (Podpromie; 15–17 lipca)[41][42] Ponad 4,5 tysiąca obecnych, ochrzczono 21 osób[43].
- Szczecin (Hala Azoty; 8–10 lipca) Ponad 5 tysięcy obecnych, ochrzczono 30 osób[39][44].
- Wałbrzych (Aqua Zdrój; 8–10 lipca)[45]
- Warszawa (stadion Legii; 1–3 lipca)[46]; (Sala Zgromadzeń Świadków Jehowy; 5–7 sierpnia, polski j. migowy)[47][48][49][50];
- Wrocław (Hala „Orbita”; 22–24 lipca oraz 29–31 lipca)[23] Łącznie na dwóch kongresach zgromadziło się ponad 6 tysięcy osób, 16 osób zostało ochrzczonych[51].
- Zgorzelec (PGE Turów Arena; 1–3 lipca)[52]
- Zielona Góra (CRS; 1–3 lipca)[53].

## Ważne punkty programu
Trzydniowy program kongresu obejmował 49 punktów omawiających kwestię lojalności. Świadkowie Jehowy specjalnie na to wydarzenie przygotowali 35 krótkich filmów, a także 2 dłuższe filmy, które zostały wyświetlone w sobotę i niedzielę. Każdego dnia sesja przedpołudniowa i popołudniowa rozpoczynała się filmowym programem muzycznym.
- Filmy[a]: ’Nadzieja co do tego, czego nie widzimy’ (Rz 8:25)[55]; „Jehowo, (...) w tobie pokładam ufność” (Ps 25:1, 2; 2 Krl 16:1 do 19:37; 2 Krn 31:1 do 32:33)[56][57].
- Słuchowisko: „Kto jest po stronie Jehowy?” (Wj 20:1–7; 24:3–18; 32:1–35; 34:1–14)[58].
- Publiczny wykład biblijny: Kiedy lojalna miłość zatryumfuje nad nienawiścią? (Mt 5:38–45).

## Kampania
Kongresy poprzedziła trzytygodniowa ogólnoświatowa kampania informacyjna – dziesiąta tego rodzaju, polegająca na rozpowszechnianiu specjalnych zaproszeń na kongresy zorganizowane w ponad 190 krajach. Wstęp na kongresy był wolny, również bez zaproszeń.